# Ben Dolic
Benjamin Dolić, professionellt känd som Ben Dolic, född 4 maj 1997 i Ljubljana, är en slovensk sångare som skulle ha representerat Tyskland i Eurovision Song Contest 2020 i Rotterdam med låten "Violent Thing".